# Псикоза
Псико́за — моносахарид, относящийся к кетогексозам. В формуле Фишера у D(+)-формы все ОН-группы находятся справа. Гидролиз псикозы высвобождает только 0,3 % энергии, высвобождаемой при гидролизе глюкозы. В природе псикоза обнаруживается только в следовых количествах.

## Строение молекулы
Псикоза может существовать в виде α- и β-псикозы

| Изомерные формы D-псикозы | Изомерные формы D-псикозы | Изомерные формы D-псикозы |
| Ациклическая форма        | Циклические формы         | Циклические формы         |
| ------------------------- | ------------------------- | ------------------------- |
|                           | α-D-Псикофураноза         | β-D-Псикофураноза         |
| α-D-Псикопираноза         | β-D-Псикопираноза         |                           |
α-D-псикофураноза   - (2R,3R,4R,5R)-2,5-бис(гидроксиметил)оксолан-2,3,4-триол

α-L-псикофураноза   - (2S,3S,4S,5S)-2,5-бис(гидроксиметил)оксолан-2,3,4-триол

β-D-псикофураноза   - (2S,3R,4R,5R)-2,5-бис(гидроксиметил)оксолан-2,3,4-триол

β-L-псикофураноза   - (2R,3S,4S,5S)-2,5-бис(гидроксиметил)оксолан-2,3,4-триол

α-D-псикопираноза   - (2R,3R,4R,5R)-2-(гидроксиметил)-оксан-2,3,4,5-тетраол

α-L-псикопираноза   - (2S,3S,4S,5S)-2-(гидроксиметил)-оксан-2,3,4,5-тетраол

β-D-псикопираноза   - (2S,3R,4R,5R)-2-(гидроксиметил)-оксан-2,3,4,5-тетраол

β-L-псикопираноза   - (2R,3S,4S,5S)-2-(гидроксиметил)-оксан-2,3,4,5-тетраол